# Giorgian de Arrascaeta
Giorgian de Arrascaeta, né le 1er juin 1994 à Nuevo Berlín, est un footballeur international uruguayen, qui évolue au poste de milieu offensif ou d'ailier au sein du club brésilien du Flamengo.

## Biographie
Giorgian De Arrascaeta est d'ascendances basque et italienne,.

### En club
Avec l'équipe uruguayenne du Defensor SC, il atteint les demi-finales de la Copa Libertadores en 2014, s'inclinant face au Club Nacional.
Il atteint par la suite avec le club de Cruzeiro les quarts de finale de la Copa Libertadores en 2015, puis à nouveau en 2018.
Le 9 janvier 2019, Giorgian de Arrascaeta quitte le Cruzeiro EC pour rejoindre Flamengo, qui verse la somme record de 15 millions d'euros pour s'attacher ses services. Il devient à cette occasion le transfert le plus cher de l'histoire du football brésilien, devançant celui de Carlos Tévez qui avait signé aux Corinthians en 2004 pour 14 millions d'euros. En juillet 2019, De Arrascaeta réalise une performance de haut vol contre le Goiás EC en réalisant un triplé et en délivrant deux passes décisives à Gabriel Barbosa pour un succès fleuve 6-1. De Arrascaeta s'intègre rapidement et enchaîne les performances remarquées. Il est l'un des acteurs majeurs de la victoire du Flamengo en Copa Libertadores en novembre 2019. L'Uruguayen termine meilleur passeur de Série A avec quatorze passes délivrées alors que le club est sacré champion du Brésil,.
La saison 2020 est un peu plus contrastée pour Flamengo et De Arrascaeta malgré un deuxième sacre d'affilée en Série A. Il termine une nouvelle fois meilleur passeur du championnat avec neuf passes décisives, récompense partagée avec Keno et Vinícius Goes.

### En équipe nationale
Avec les moins de 20 ans, il participe à la Coupe du monde des moins de 20 ans en 2013. Lors de cette compétition, il joue sept matchs. Il inscrit deux buts lors du premier tour, contre la Nouvelle-Zélande et l'Ouzbékistan. Il délivre également deux passes décisives, contre l'Ouzbékistan puis l'Espagne en quart. L'Uruguay s'incline en finale face à la France, après une séance de tirs au but au cours de laquelle De Arrascaeta voit sa tentative arrêtée par le portier français Alphonse Areola.
Pour sa première sélection, le 8 septembre 2014 face à la Corée du Sud en match amical, il délivre une passe décisive sur coup franc qui permet à José María Giménez d'inscrire le but de la victoire (0-1),. Il inscrit quant à lui son premier but le 6 juin 2015, en amical contre la Guatemala (victoire 5-1). Quelques jours plus tard, il participe à la Copa América 2015 qui se déroule au Chili. Lors de cette compétition, il ne joue qu'un seul match, celui face à la Jamaïque.
Le 7 juin 2018, il inscrit son deuxième but, en amical face à l'Ouzbékistan (victoire 3-0). Il dispute ensuite la Coupe du monde 2018 organisée en Russie. Lors de ce mondial, il joue deux matchs, contre l'Égypte et la Russie, avec pour résultat deux victoires.
Durant la Copa América 2019, De Arrascaeta est une nouvelle fois convoqué mais ne peut empêcher l'élimination uruguayenne en quart de finale aux tirs au but par le Pérou. Il est rappelé pour disputer la Copa América 2021 mais l'Uruguay sortira une nouvelle fois en quart de finale aux tirs au but, cette fois-ci face à la Colombie.
Le 10 novembre 2022, il est sélectionné par Diego Alonso pour participer à la Coupe du monde 2022. Il inscrit les deux seuls buts uruguayens du tournoi lors de son doublé contre le Ghana, qui donne la victoire à son équipe (0-2). Cependant, cette victoire, la seule de l'Uruguay pendant la compétition, s'avère insuffisante pour le qualifier pour la phase à élimination directe.

## Statistiques

### Statistiques en club
| Saison                | Club                  | Championnat           | Championnat | Championnat | Championnat | Coupe(s) nationale(s) | Coupe(s) nationale(s) | Coupe(s) nationale(s) | Supercoupe | Supercoupe | Supercoupe | Compétition(s) continentale(s) | Compétition(s) continentale(s) | Compétition(s) continentale(s) | Compétition(s) continentale(s) | Ligue régionale | Ligue régionale | Ligue régionale | Coupe du monde des clubs | Coupe du monde des clubs | Coupe du monde des clubs | Total | Total | Total |
| Saison                | Club                  | Division              | M.          | B.          | P.d.        | M.                    | B.                    | P.d.                  | M.         | B.         | P.d.       | Comp.                          | M.                             | B.                             | P.d.                           | M.              | B.              | P.d.            | M.                       | B.                       | P.d.                     | M.    | B.    | P.d.  |
| 2012-2013             | Defensor SC           | Primera División      | 16          | 3           | 2           | -                     | -                     | -                     | -          | -          | -          | -                              | -                              | -                              | -                              | -               | -               | -               | -                        | -                        | -                        | 16    | 3     | 2     |
| 2013-2014             | Defensor SC           | Primera División      | 26          | 7           | 8           | -                     | -                     | -                     | -          | -          | -          | CL                             | 12                             | 2                              | 4                              | -               | -               | -               | -                        | -                        | -                        | 38    | 9     | 12    |
| 2014-2015             | Defensor SC           | Primera División      | 11          | 6           | 3           | -                     | -                     | -                     | -          | -          | -          | -                              | -                              | -                              | -                              | -               | -               | -               | -                        | -                        | -                        | 11    | 6     | 3     |
| Sous-total            | Sous-total            | Sous-total            | 53          | 16          | 13          | -                     | -                     | -                     | -          | -          | -          | -                              | 12                             | 2                              | 4                              | -               | -               | -               | -                        | -                        | -                        | 65    | 18    | 17    |
| 2015                  | Cruzeiro EC           | Série A               | 23          | 4           | 1           | 2                     | 0                     | 0                     | -          | -          | -          | CL                             | 10                             | 1                              | 1                              | 8               | 4               | 0               | -                        | -                        | -                        | 43    | 9     | 2     |
| 2016                  | Cruzeiro EC           | Série A               | 31          | 9           | 6           | 9                     | 2                     | 0                     | -          | -          | -          | -                              | -                              | -                              | -                              | 12              | 2               | 3               | -                        | -                        | -                        | 52    | 13    | 9     |
| 2017                  | Cruzeiro EC           | Série A               | 16          | 3           | 2           | 10                    | 2                     | 0                     | -          | -          | -          | CS                             | 2                              | 0                              | 1                              | 15              | 6               | 2               | -                        | -                        | -                        | 43    | 11    | 5     |
| 2018                  | Cruzeiro EC           | Série A               | 20          | 6           | 6           | 6                     | 2                     | 1                     | -          | -          | -          | CL                             | 9                              | 3                              | 1                              | 13              | 4               | 2               | -                        | -                        | -                        | 48    | 15    | 10    |
| Sous-total            | Sous-total            | Sous-total            | 90          | 22          | 15          | 27                    | 6                     | 1                     | -          | -          | -          | -                              | 21                             | 4                              | 7                              | 48              | 17              | 7               | -                        | -                        | -                        | 186   | 49    | 30    |
| 2019                  | CR Flamengo           | Série A               | 23          | 13          | 14          | 3                     | 0                     | 0                     | -          | -          | -          | CL                             | 11                             | 1                              | 3                              | 13              | 3               | 0               | 2                        | 1                        | 0                        | 52    | 18    | 17    |
| 2020                  | CR Flamengo           | Série A               | 28          | 8           | 9           | 2                     | 0                     | 0                     | 1          | 1          | 0          | CL+RS                          | 7+2                            | 1+0                            | 3+0                            | 10              | 2               | 0               | -                        | -                        | -                        | 50    | 12    | 12    |
| Sous-total            | Sous-total            | Sous-total            | 51          | 21          | 23          | 5                     | 0                     | 0                     | 1          | 1          | 0          | -                              | 20                             | 2                              | 6                              | 23              | 5               | 0               | 2                        | 1                        | 0                        | 102   | 30    | 29    |
| Total sur la carrière | Total sur la carrière | Total sur la carrière | 194         | 59          | 51          | 32                    | 6                     | 1                     | 1          | 1          | 0          | -                              | 53                             | 8                              | 17                             | 71              | 22              | 7               | 2                        | 1                        | 0                        | 353   | 97    | 76    |

### En sélection nationale
| Saison                | Sélection             | Phases finales          | Phases finales | Phases finales | Phases finales | Éliminatoires CDM | Éliminatoires CDM | Éliminatoires CDM | Matchs amicaux | Matchs amicaux | Matchs amicaux | Total | Total | Total |
| Saison                | Sélection             | Compétition             | M              | B              | Pd             | M                 | B                 | Pd                | M              | B              | Pd             | M     | B     | Pd    |
| --------------------- | --------------------- | ----------------------- | -------------- | -------------- | -------------- | ----------------- | ----------------- | ----------------- | -------------- | -------------- | -------------- | ----- | ----- | ----- |
| 2014-2015             | Uruguay               | Copa América 2015       | 1              | 0              | 0              | -                 | -                 | -                 | 5              | 1              | 1              | 6     | 1     | 1     |
| 2015-2016             | Uruguay               | Copa América Centenario | -              | -              | -              | 0                 | 0                 | 0                 | 1              | 0              | 0              | 1     | 0     | 0     |
| 2016-2017             | Uruguay               | -                       | -              | -              | -              | 1                 | 0                 | 0                 | -              | -              | -              | 1     | 0     | 0     |
| 2017-2018             | Uruguay               | Coupe du monde 2018     | 2              | 0              | 0              | 2                 | 0                 | 1                 | 4              | 1              | 0              | 8     | 1     | 1     |
| 2018-2019             | Uruguay               | Copa América 2019       | 3              | 0              | 0              | -                 | -                 | -                 | 4              | 0              | 2              | 7     | 0     | 2     |
| 2019-2020             | Uruguay               | -                       | -              | -              | -              | -                 | -                 | -                 | 2              | 1              | 0              | 2     | 1     | 0     |
| 2020-2021             | Uruguay               | Copa América 2021       | 4              | 0              | 0              | 1                 | 0                 | 0                 | -              | -              | -              | 5     | 0     | 0     |
| 2021-2022             | Uruguay               | -                       | -              | -              | -              | 7                 | 5                 | 1                 | 1              | 0              | 1              | 8     | 5     | 2     |
| 2022-2023             | Uruguay               | Coupe du monde 2022     | 2              | 2              | 0              | -                 | -                 | -                 | 2              | 0              | 0              | 4     | 2     | 0     |
| 2023-2024             | Uruguay               | Copa América 2024       | 5              | 0              | 1              | 2                 | 0                 | 0                 | 1              | 0              | 0              | 8     | 0     | 1     |
| Total sur la carrière | Total sur la carrière | Total sur la carrière   | 17             | 2              | 1              | 13                | 5                 | 2                 | 20             | 3              | 4              | 50    | 10    | 7     |

### Buts internationaux
| 0   | Date             | Lieu                                               | Compétition                         | Résultat | Adversaire  | Détail | Détail            | Détail | Sél. |
| --- | ---------------- | -------------------------------------------------- | ----------------------------------- | -------- | ----------- | ------ | ----------------- | ------ | ---- |
| 1er | 6 juin 2015      | Estadio Centenario, Montevideo, Uruguay            | Match amical                        | V 5-1    | Guatemala   | 55e    | du pied gauche    | 4-0    | 5e   |
| 2e  | 7 juin 2018      | Estadio Centenario, Montevideo, Uruguay            | Match amical                        | V 3-0    | Ouzbékistan | 32e    | du pied droit     | 1-0    | 14e  |
| 3e  | 6 septembre 2019 | Stade national du Costa Rica, San José, Costa Rica | Match amical                        | V 1-2    | Costa Rica  | 42e    | s.p du pied droit | 0-1    | 24e  |
| 4e  | 2 septembre 2021 | Estadio Nacional, Lima, Pérou                      | Éliminatoires Coupe du monde 2022   | N 1-1    | Pérou       | 29e    | du pied gauche    | 1-1    | 31e  |
| 5e  | 5 septembre 2021 | Estadio Campeón del Siglo, Montevideo, Uruguay     | Éliminatoires Coupe du monde 2022   | V 4-2    | Bolivie     | 15e    | du pied gauche    | 1-0    | 32e  |
| 6e  | 5 septembre 2021 | Estadio Campeón del Siglo, Montevideo, Uruguay     | Éliminatoires Coupe du monde 2022   | V 4-2    | Bolivie     | 67e    | s.p du pied droit | 4-1    | 32e  |
| 7e  | 1er février 2022 | Estadio Centenario, Montevideo, Uruguay            | Éliminatoires Coupe du monde 2022   | V 4-1    | Venezuela   | 23e    | du pied droit     | 2-0    | 35e  |
| 8e  | 24 mars 2022     | Estadio Centenario, Montevideo, Uruguay            | Éliminatoires Coupe du monde 2022   | V 1-0    | Pérou       | 42e    | du pied gauche    | 1-0    | 36e  |
| 9e  | 2 décembre 2022  | Stade Al-Janoub, Al Wakrah, Qatar                  | Premier tour de Coupe du monde 2022 | V 0-2    | Ghana       | 26e    | de la tête        | 0-1    | 42e  |
| 10e | 2 décembre 2022  | Stade Al-Janoub, Al Wakrah, Qatar                  | Premier tour de Coupe du monde 2022 | V 0-2    | Ghana       | 32e    | du pied droit     | 0-2    | 42e  |

## Palmarès

### En club
| Defensor Sporting - Tournoi de Clôture du Championnat d'Uruguay - Vainqueur en 2013 |  | Cruzeiro EC - Coupe du Brésil - Vainqueur en 2017 et 2018 - Championnat du Minas Gerais - Champion en 2018 (en) |  | CR Flamengo - Championnat de Rio de Janeiro - Champion en 2019 (en), 2020 (en) et 2021 (en) - Copa Libertadores - Vainqueur en 2019 et 2022 - Championnat du Brésil - Champion en 2019 et 2020 - Supercoupe du Brésil - Vainqueur en 2020 (en) et 2021 (en) - Recopa Sudamericana - Vainqueur en 2020 (en) - Coupe du Brésil - Vainqueur en 2022 |

### En sélection
| Uruguay -20 ans - Coupe du monde des moins de 20 ans - Finaliste en 2013 |  | Uruguay - China Cup (en) - Vainqueur en 2018 (en) et 2019 (en) |

### Distinctions personnelles
- Membre de l'Équipe de l'année du championnat du Brésil en 2018, 2019 et 2022
- Troisième du prix Puskás en 2018 (avec 17 % des suffrages exprimés)[21]
- Meilleur passeur du championnat du Brésil en 2019 (14 passes décisives) et 2020 (9 passes décisives)
- Meilleur passeur de la Copa Libertadores en 2021 (6 passes décisives)
- Meilleur passeur du championnat de Rio de Janeiro en 2022 (en) (5 passes décisives)
- Homme du match contre le Ghana lors de la Coupe du monde 2022